# Milo (serie animata)
Milo è una serie animata italo-francese del 2003 tratta dall'omonima collana di libri di Gabriella Giandelli pubblicati nel 1999.

## Trama
Milo è un coniglietto che in ogni episodio si ritrova di fronte ad un problema e che alla fine dell'episodio lo risolve.

## Episodi

### Stagione 1
1. Milo e il pupazzo di neve
2. Milo e la neve
3. Milo e il pesciolino rosso
4. Milo e la capanna
5. Milo riordina la sua cameretta
6. Milo e la soffitta
7. Milo e il gatto randagio
8. Milo e l'uccellino ferito
9. Milo fa le pulizie
10. Milo e la musica
11. Milo e il topolino
12. Milo e la perdita d'acqua
13. Milo e il circo
14. Milo e la bicicletta
15. Milo e il mostro
16. Milo e il ragno
17. Milo e il pulcino scomparso
18. Milo va in città
19. Milo e mamma gatta
20. Milo e il bagno
21. Milo e Pic Pic il riccio
22. Milo a pesca
23. Milo e la vecchia signora
24. Milo e gli sprechi
25. Milo e Giuditta arrabbiati
26. Milo nel bosco
27. Milo alla spiaggia
28. Milo e il litigio
29. Milo in ufficio con papà
30. Milo e la partenza della mamma
31. Milo e il pupo
32. Milo innamorato
33. Milo e il mal di pancia
34. Milo e la ruota di scorta
35. Milo scavezzacollo
36. Milo e Elisa la timida
37. Milo e il castello della sabbia
38. Milo e la gara di pesca
39. Milo alla fiera
40. Milo e la festa della mamma
41. Milo e il rispetto della natura
42. Milo e la paura
43. Milo e le parolacce
44. Milo attore
45. Milo e la vergogna
46. Milo e le more

## Doppiaggio
| Personaggio | Doppiatore       |
| ----------- | ---------------- |
| Milo        | Federica Valenti |
| Giuditta    | Serena Clerici   |
| Vanessa     | Daniela Fava     |
| Giorgio     | Claudio Moneta   |

Il doppiaggio italiano è curato dalla CLACSON srl a Milano e diretto da Silvana Fantini.

## Sigla
La sigla "Milo" è cantata da Federica Valenti (Milo), Daniela Fava (Vanessa) e la doppiatrice e cantante Lucia Minetti.